# デーレントルプ
デーレントルプ（ドイツ語: Dörentrup,  [ˈdœːɐntʁʊp]、低地ドイツ語: Doierntrup）は、ドイツ連邦共和国ノルトライン＝ヴェストファーレン州デトモルト行政管区リッペ郡に属す町村（以下、本項では便宜上「町」と記述する）である。人口8,084人のデーレントルプは、リッペ郡で最も人口が少ない自治体である。
町域は、自然環境上はリッペ山地に属す。森に覆われた山と集約的に農業に利用されている谷とが、田舎風の風景を作り出している。最も大きな川は町域を東から西に貫くベーガ川である。デーレントルプはトイトブルクの森 / エッゲ山地自然公園内に位置している。シュヴェーレントルプとヒレントルプは、クアパークを有する保養地である。
ヴェントリングハウゼン城は17世紀にヒルマー・フォン・ミュンヒハウゼンによって建設された、最も優れたヴェーザールネサンス建築の城館の一つである。重要な経済分野はサービス業、特に観光業であるが、多くの就労者はレムゴーやビーレフェルトといった近隣都市に通勤している。

## 地理

### 位置

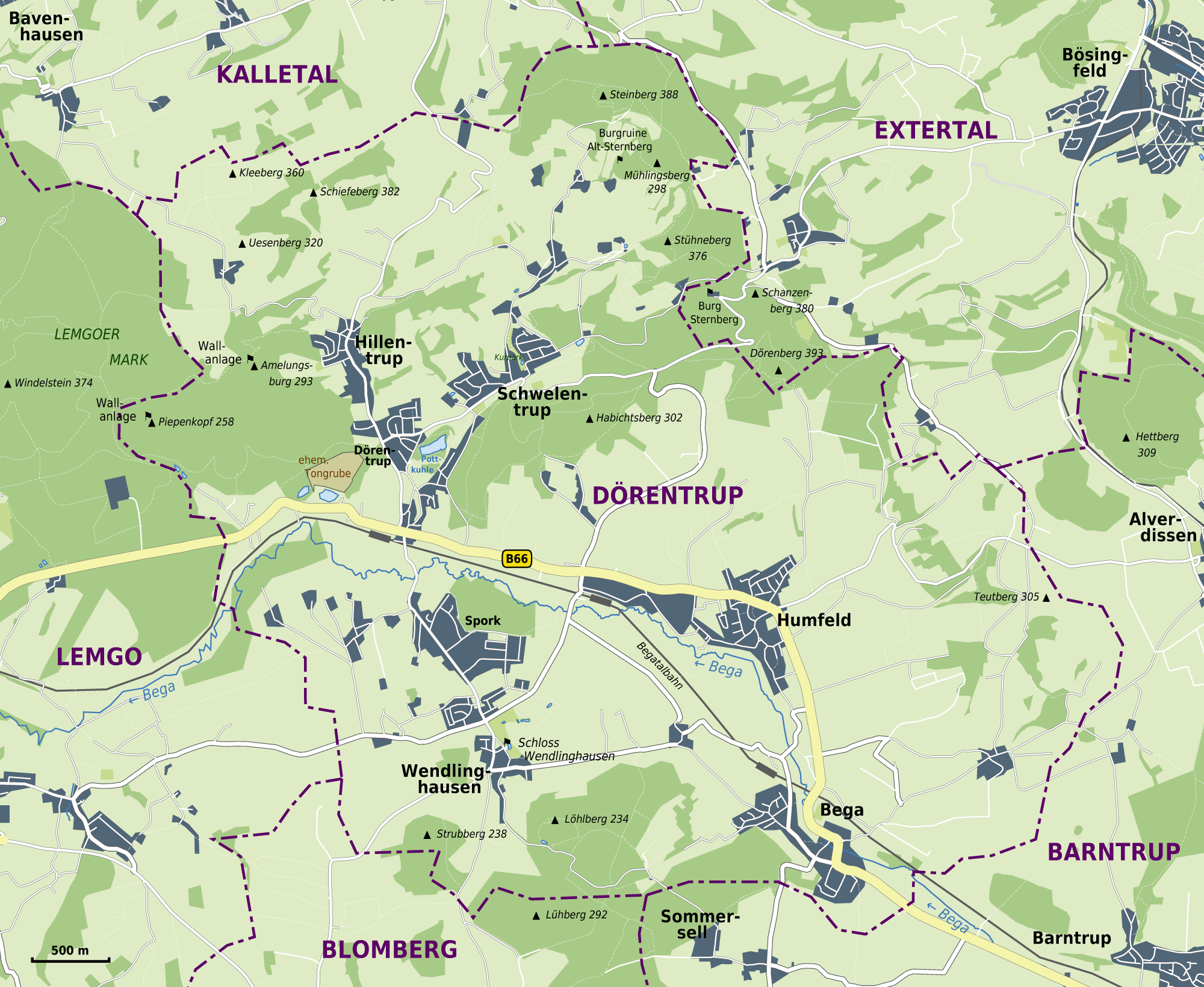
デーレントルプの概要図

デーレントルプは、ノルトライン＝ヴェストファーレン州北東部、オストヴェストファーレン＝リッペ地方すなわちデトモルト行政管区の東部に位置する。この町はノルトリッペ（北リッペ）地方に含まれる。隣接する最も大きな都市は、約 7 km 西のかつて郡庁所在地 レムゴーである。トイトブルクの森に面した現在の郡庁所在地デトモルトは、南西 18 km に位置している。最寄りの大都市ビーレフェルトは 35 km 西に存在する。自然環境上、この町の町域は、ヴェーザー山地の一部であるリッペ山地に完全に含まれる。リッペ山地は、この町の町域では、強く浸食を受けた丘陵地の様相を呈している。山は森に覆われ、谷は集中的に農業に利用されている。町境から約 20 km 北をヴェーザー川が流れている。町内で最も大きな川は西に向かって流れるベーガ川である。ベーガ川の主な支流には、北から合流するヒルバッハ川と、南から合流するディーケバッハ川がある。ベーガ川の北、ヒレントルプ地区の南にポルトクーレと呼ばれる湖がある。この湖は、広さ約 2.9 ha で、この町最大の静水面である。町域の最低地点は、デーレントルプ西部のベーガ川の谷にある海抜 116 m の地点である。最高地点は、町の北東部、シュヴェーレントルプ近郊のシュタインベルクで、海抜 387 m である。1992年までこの山頂には NATO のミサイル防衛基地があり、その近くには多くの墳丘墓が存在している。冷戦時代、軍事的に利用されていたデーレンベルクの山頂（海抜 387 m）は、わずかに町境の外側にある。町境は、この山の南斜面の海抜 366 m を通っている。この町はトイトブルクの森 / エッゲ山地自然公園に完全に含まれるが、トイトブルクの森にもエッゲ山地にも接していない。

### 地質学
デーレントルプの地盤は、リッペ・コイパー地域に属し、24億年から21億年前の三畳紀に海や川の堆積物によって形成された岩から形成されている。ベーガ川の谷の両側には、灰色から茶色がかった粘岩、泥灰岩、砂岩の尾根が形成されている。クレーベルク、クルプベルクの南側と西側、シュヴェーレントルプの北側では、ムシェルカルク後期の石灰岩が見られる。こうした岩の中には、頭足類やウミユリなどの水棲動物の化石が頻繁に見つかる。シーフベルクでは、町域内で最も古い岩が現れている。それはムシェルカルク中期に形成された灰色から黄褐色の泥灰岩やドロマイトである。
より深い地層には、ブンターや古生代の砂岩、粘岩、石灰岩で構成されている。ノイエンカンプ付近ではいくつもの褐炭層を伴う第三紀の砂が見られる。これは漏斗状陥没によって生じた穴を満たしている。この砂はヨーロッパで最高級の砂の一つであり、その純度から1970年までガラス製造のために採掘された。
ベーガ川や支流の谷は氷期の礫や黄土で覆われている。黄土の下にはモレーンの名残が見られる。
割れ目のある石灰岩や三畳紀の砂岩、粘岩、泥灰岩は、地下水の水路となるが、町域の飲料水として意味を持つのは、ムシェルカルク後期の一部カルスト化した石灰岩だけである。ローテンバッハ川やその他のヒレントルプ地区の小さな川は、こうした岩の豊富な水源から湧出したものである。

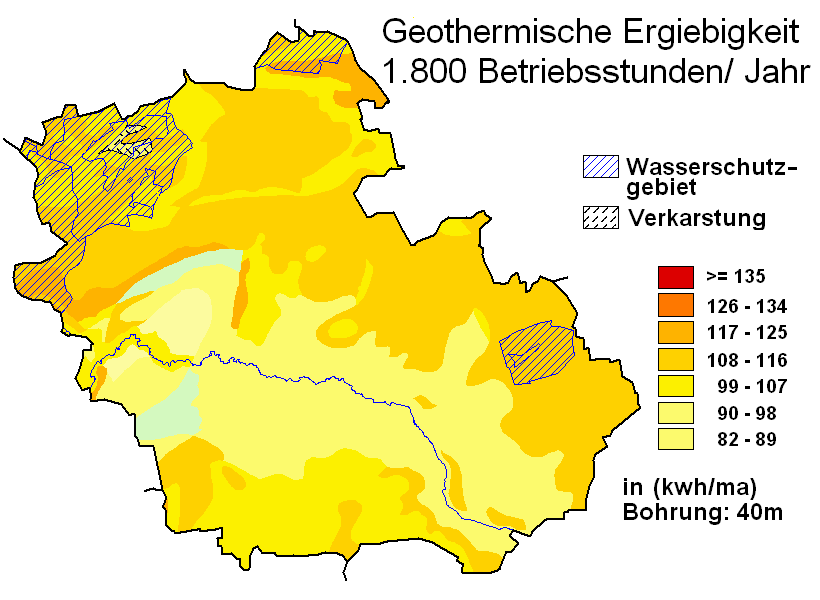
デーレントルプの地熱分布図

町域の半分以上が農業に利用されている。最も肥沃な耕地は分厚い黄土のローム地域にある。具体的にはベーガ川の両岸から 2 km 以内の幅である。そこはパラブラウンエルデと呼ばれる非常に開墾しやすい土地で、多くの水を蓄えることができ、栄養分にも富んでいる。こうした平地の高台や特にシュポルク付近では、粘土を多く含んでおり、擬似グレイ土にもつながっている。コイパーの地域には褐色土が広がっている。谷の地下水を含んだ土地は緑地として利用されている。
地熱ゾンデや地熱ポンプを用いた地熱井による地熱の熱源利用について、ベーガ川の谷は中程度、シュポルクホルツの西側やシュヴェーレントルプ近郊ヒレントルプの半月型の土地は否定的、それ以外は良好から極めて良好と評価されている（右図参照）。

### 町域の広がりと土地利用
「大きな田舎町」に格付けされるこの町の面積は 49.79 km2 である。町域の東西軸の最大長は約 9.8 km、南北軸のそれは約 8.5 km である。州の平均と比較すると、住宅地はわずかであるが、農業用地は平均以上である。2012年12月31日現在の土地利用の詳細を以下の表に示す。
| 用途別面積 | 農業用地 | 森林   | 宅地、空き地 産業用地 | 交通用地 | 水域  | スポーツ用地 緑地 | その他の用途 |
| ---------- | -------- | ------ | --------------------- | -------- | ----- | ----------------- | ------------ |
| 面積 (km2) | 30.64    | 12.81  | 3.85                  | 1.81     | 0.21  | 0.42              | 0.05         |
| 占有率     | 61.5 %   | 25.7 % | 7.7 %                 | 3.6 %    | 0.4 % | 0.8 %             | 0.1 %        |

### 隣接する市町村
この町は、北から時計回りに、カレタール、エクスタータール、バルントルプ、ブロムベルク、レムゴー（以上、いずれもリッペ郡）と境を接している。

### 自治体の構成
デーレントルプは 5つの地区で構成される。この区分けは、1969年の新法によりデーレントルプとして合併する前の町村の境界とほぼ一致する。名前の由来となったデーレントルプは、最大地区であるヒレントルプの一部である。
| 地区                   | 地区           | 面積 (km2) | 人口（人） | 地図 |
| ---------------------- | -------------- | ---------- | ---------- | ---- |
| ベーガ                 | Bega           | 6.76       | 1,392      |      |
| ヒレントルプ           | Hillentrup     | 13.26      | 3,574      |      |
| フムフェルト           | Humfeld        | 7.96       | 1,806      |      |
| シュヴェーレントルプ   | Schwelentrup   | 12.46      | 1,638      |      |
| ヴェントリングハウゼン | Wendlinghausen | 9.35       | 938        |      |

人口は2000年12月31日現在の数値である。
1. ↑  デーレントルプ、シュポルク、クルプベルクを含む

### 気候
デーレントルプの町域は、北西ドイツの海洋性気候地域に属す。冬は大西洋の影響により穏やかで、夏はかなり暑い。降水は年間を通じてほぼ平均してある。年間平均気温は約 8.6 ℃である。ベーガ川の谷では、年間平均気温はこれよりもやや高く、約 9 ℃である。トイトブルクの森やエッゲ山地の風下側（東側）に位置することから、デーレントルプの年間降水量はこれらの山上のそれに比べてかなり少ない。町内でも、ベーガ川の谷の南西部は特に降水量が少ない。リッペ山地の山では、勾配を上る気流によって「冷たい雨」が降るため、町の北東部での降水量はやや多い。
降水量以外のデーレントルプの気象データはない。以下の気温や日照時間は、約 17 km 離れたシーダー＝シュヴァーレンベルクのデータである。シーダー＝シュヴァーレンベルクは自然環境上の位置や高度がデーレントルプと類似している。
| 気温/日照時間: シーダー＝シュヴァーレンベルク、降水量: デーレントルプ＝ヴェントリングハウゼンの気候 | 気温/日照時間: シーダー＝シュヴァーレンベルク、降水量: デーレントルプ＝ヴェントリングハウゼンの気候 | 気温/日照時間: シーダー＝シュヴァーレンベルク、降水量: デーレントルプ＝ヴェントリングハウゼンの気候 | 気温/日照時間: シーダー＝シュヴァーレンベルク、降水量: デーレントルプ＝ヴェントリングハウゼンの気候 | 気温/日照時間: シーダー＝シュヴァーレンベルク、降水量: デーレントルプ＝ヴェントリングハウゼンの気候 | 気温/日照時間: シーダー＝シュヴァーレンベルク、降水量: デーレントルプ＝ヴェントリングハウゼンの気候 | 気温/日照時間: シーダー＝シュヴァーレンベルク、降水量: デーレントルプ＝ヴェントリングハウゼンの気候 | 気温/日照時間: シーダー＝シュヴァーレンベルク、降水量: デーレントルプ＝ヴェントリングハウゼンの気候 | 気温/日照時間: シーダー＝シュヴァーレンベルク、降水量: デーレントルプ＝ヴェントリングハウゼンの気候 | 気温/日照時間: シーダー＝シュヴァーレンベルク、降水量: デーレントルプ＝ヴェントリングハウゼンの気候 | 気温/日照時間: シーダー＝シュヴァーレンベルク、降水量: デーレントルプ＝ヴェントリングハウゼンの気候 | 気温/日照時間: シーダー＝シュヴァーレンベルク、降水量: デーレントルプ＝ヴェントリングハウゼンの気候 | 気温/日照時間: シーダー＝シュヴァーレンベルク、降水量: デーレントルプ＝ヴェントリングハウゼンの気候 | 気温/日照時間: シーダー＝シュヴァーレンベルク、降水量: デーレントルプ＝ヴェントリングハウゼンの気候 |
| 月                                                                                                  | 1月                                                                                                 | 2月                                                                                                 | 3月                                                                                                 | 4月                                                                                                 | 5月                                                                                                 | 6月                                                                                                 | 7月                                                                                                 | 8月                                                                                                 | 9月                                                                                                 | 10月                                                                                                | 11月                                                                                                | 12月                                                                                                | 年                                                                                                  |
| --------------------------------------------------------------------------------------------------- | --------------------------------------------------------------------------------------------------- | --------------------------------------------------------------------------------------------------- | --------------------------------------------------------------------------------------------------- | --------------------------------------------------------------------------------------------------- | --------------------------------------------------------------------------------------------------- | --------------------------------------------------------------------------------------------------- | --------------------------------------------------------------------------------------------------- | --------------------------------------------------------------------------------------------------- | --------------------------------------------------------------------------------------------------- | --------------------------------------------------------------------------------------------------- | --------------------------------------------------------------------------------------------------- | --------------------------------------------------------------------------------------------------- | --------------------------------------------------------------------------------------------------- |
| 日平均気温 °C （°F）                                                                                | 0.4 (32.7)                                                                                          | 0.9 (33.6)                                                                                          | 3.9 (39)                                                                                            | 7.6 (45.7)                                                                                          | 12.3 (54.1)                                                                                         | 15.4 (59.7)                                                                                         | 16.8 (62.2)                                                                                         | 16.5 (61.7)                                                                                         | 13.3 (55.9)                                                                                         | 9.5 (49.1)                                                                                          | 4.6 (40.3)                                                                                          | 1.6 (34.9)                                                                                          | 8.6 (47.5)                                                                                          |
| 降水量 mm （inch）                                                                                  | 70 (2.76)                                                                                           | 52 (2.05)                                                                                           | 52 (2.05)                                                                                           | 48 (1.89)                                                                                           | 56 (2.2)                                                                                            | 68 (2.68)                                                                                           | 100 (3.94)                                                                                          | 97 (3.82)                                                                                           | 58 (2.28)                                                                                           | 61 (2.4)                                                                                            | 59 (2.32)                                                                                           | 72 (2.83)                                                                                           | 793 (31.22)                                                                                         |
| 平均月間日照時間                                                                                    | 27.7                                                                                                | 53.7                                                                                                | 97.1                                                                                                | 139.6                                                                                               | 189.7                                                                                               | 184.5                                                                                               | 179.4                                                                                               | 183.1                                                                                               | 124.6                                                                                               | 90.3                                                                                                | 33.2                                                                                                | 20.8                                                                                                | 1,323.7                                                                                             |
| 出典：気温、日照時間: ドイツ気象庁 (DWD): 、降水量: Kinder-Lippe                                    | | | | | | | | | | | | | |

## 歴史

### 先史時代から中世

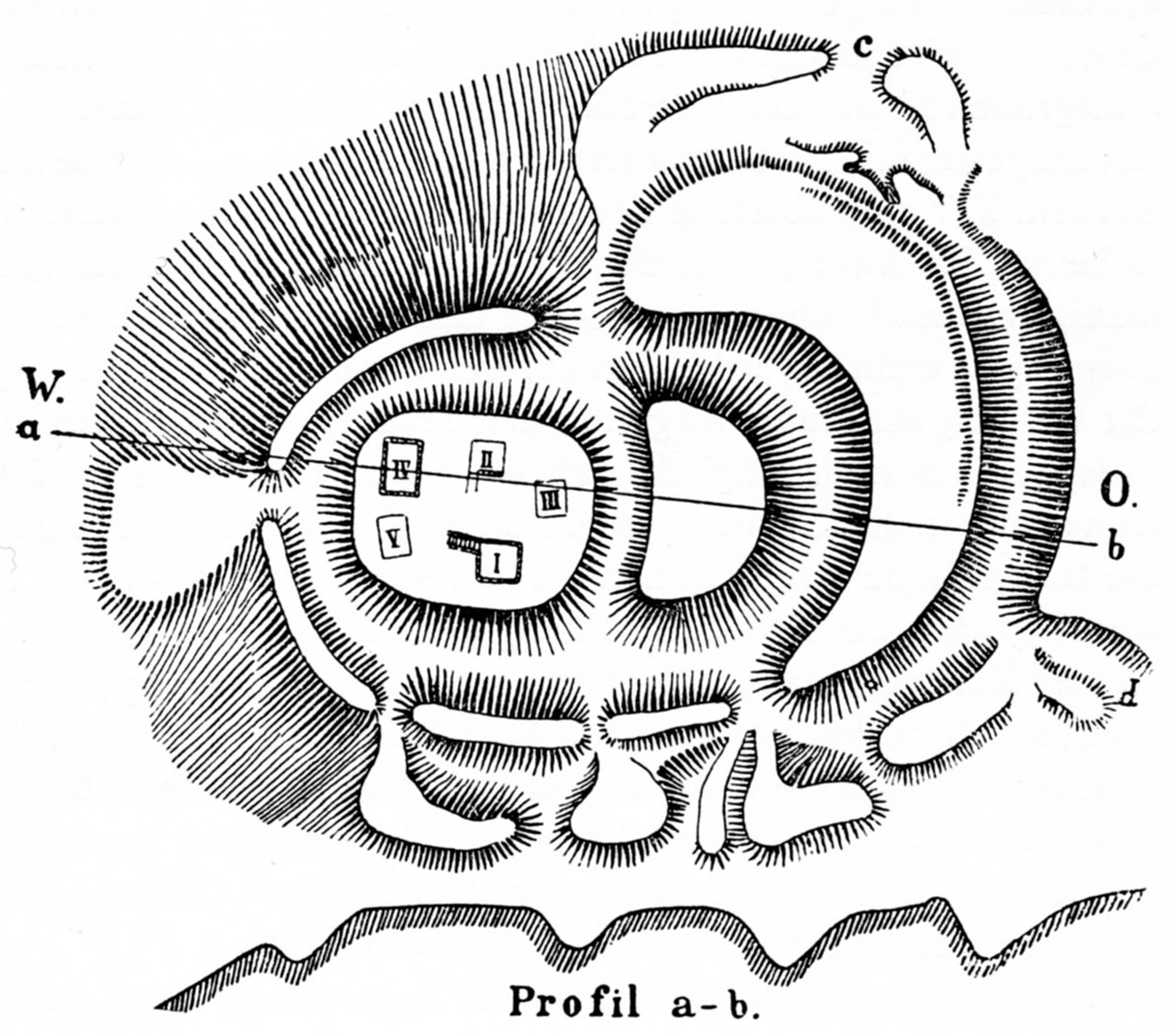
古シュテルンベルク城の見取り図

先史時代の墳墓とフムフェルダー盆地での石器時代の出土品は、この地が古くからの入植地であることを推測させる。ヒレントルプの近くに広さ約 7 ha のラテン時代の防衛施設ピーペンコプフや、近隣のおそらく古い入植地があったアメルングブルクの山頂にこの城に付属していた監視塔があった。この地域は、1世紀にはすでに重要な交易路で結ばれていた。たとえば、ラーフェンスベルガー地方からヘルフォルト、レムゴー、フムフェルト、アルファーディッセンを経てハーメルン / ピルモント方面に至る街道などである。2番目の街道はブロムベルクと北のヴェーザー川と結ぶ街道であり、デーレントルプ近郊で先述の広域街道と交差していた。この先史時代の広域街道は、13世紀に初めて文献に記録されたこの集落に比べて遙かに古いものである。
デーレントルプ周辺地域は、12世紀末までにシュヴァーレンベルク伯領に組み込まれていた。この伯家は、1185年頃に徐々に衰退していった。やがてシュヴァーレンベルク伯の傍流から、アルトシュテルンベルク（古シュテルンベルク城）およびノイシュテルンベルク周辺を治める小さなシュテルンベルク伯領が創設された。現在の町域の一部はこの伯領に属した。リッペ貴族家は、1123年に初めて文献にその名が記録されているが、その後領主権を確立していった。リッペ家は、1332年から1358年までの間にシュヴァーレンベルク伯領の多くを獲得し、ファーレンホルツやランゲンホルツハウゼンを購入することでその領土をヴェーザー川に至るまで北に向かって拡張していった。
ヒレントルプの教会は、15世紀前半、おそらく1424年のシュテルンベルクのフェーデの際に「盗難と火災」によって破壊された。ホスチアの貯蔵庫はこの災難を切り抜けて無事であった。さほど重要でない教会の村は、地域で重要な巡礼地となった。巡礼者のために居酒屋が設けられた。15世紀以降ヒレントルプの教会の中庭に設けられた居酒屋は、リッペでその存在が証明されている最も古い居酒屋の一つである。
ヴェントリングハウゼン村は1227年に初めて文献に記録されている。ヒレントルプに関する最初の記述は、1260年頃のミンデン聖堂参事会の財産目録に遺されている。16世紀半ばに、荘園グート・ヴェントリングハウゼンが設けられた。当時の所有者はベルンハルト7世の息子、アントニウス・フォン・リッペであった。17世紀初めこの荘園はヒルマー・フォン・ミュンヒハウゼンの所有となっていた。彼は1613年から1615年にヴェントリングハウゼン城を建設させた。この城館は、ヴェーザールネサンス建築の最も優れた作例の一つに数えられている。1731年にこの城館はレーデン貴族家に売却され、以後約 300年間、その所有であった。シュヴェーレントルプは、1151年に Suitherdincthorpe という名称で初めて記録されている。

### 宗教改革と三十年戦争

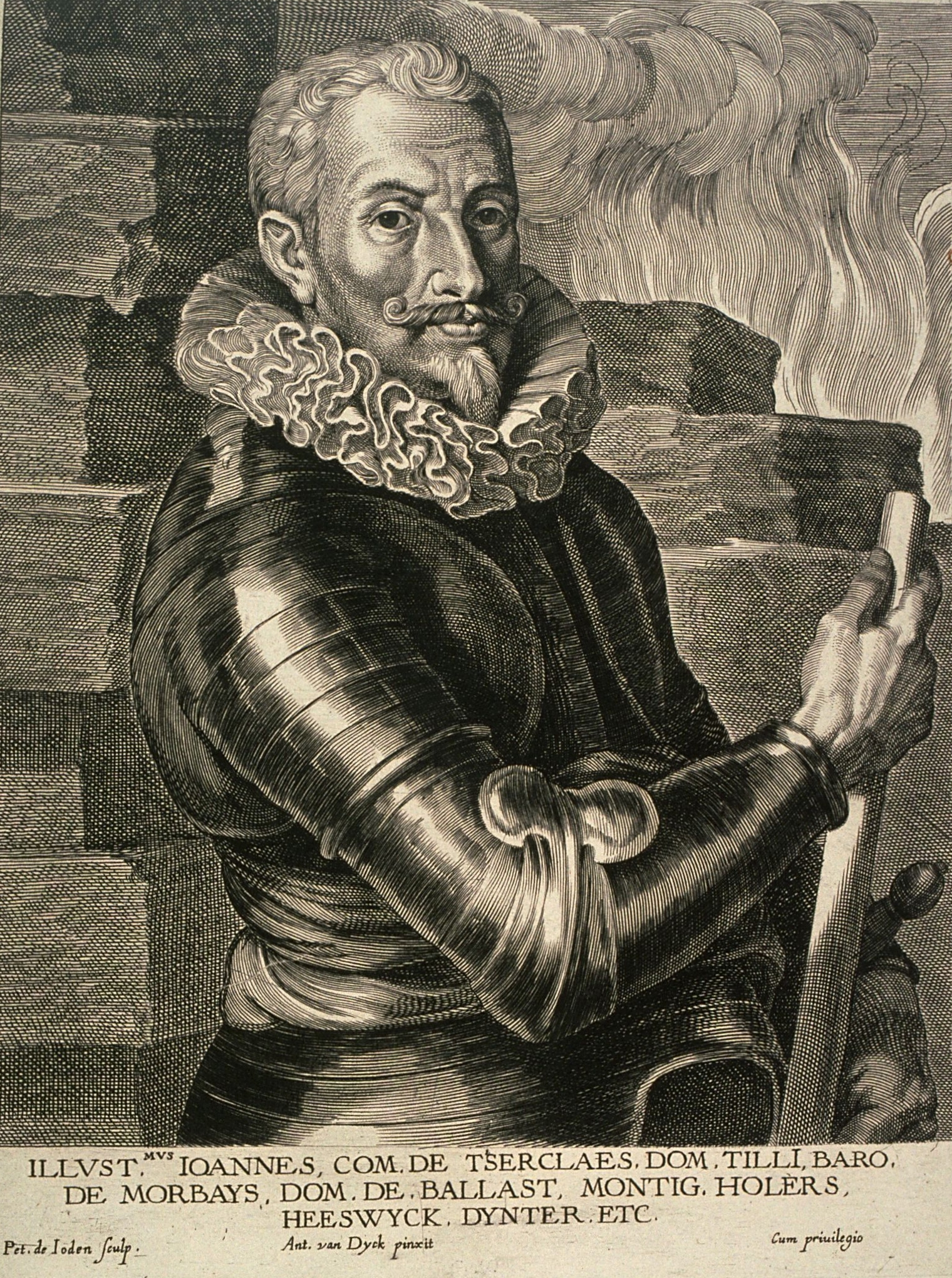
三十年戦争時のカトリック側の将軍ティリー伯

1520年代にレムゴーの住民はルター派の信仰を受け容れ、リッペの宗教改革の中心地となった。1538年に、ヘッセンをモデルとして新たなルター派の教会体制が成立し、リッペ全土に影響を及ぼした。リッペ伯ジーモン6世は1600年頃、伯領にカルヴァン主義を受け容れた。レムゴーだけが教会統治に抵抗し、ルター派の信仰に留まった。現在のデーレントルプの地域にあった村落は改革派の信仰を受け容れた。これは特に苛烈な「浪費と豪奢、放漫な自由と酒宴、日曜・祝日の神聖を汚す行為」に対する禁令を受け容れることを意味した。定期的な教会参拝が義務化された。中世および近世初めにベーガとヒレントルプの牧師管区は、「ミッテルプンクトゲマインデ」（中間の町）として重要な町となった。2つの村は教会やその他の施設を有し、周辺のとても小さな村落の住民を惹きつけた。
ジーモン6世は教会令の枠組みで、1571年に布告を発した。伯領内のすべての町、村、集落に学校を創るというものであった。これにより学校教育は 18世紀に至るまで教会の専門領域となった。この命令はわずかに実現されただけであった。多くの親は、家畜番や畑仕事に必要な子供を学校に通わせることは滅多に、あるいは全くなかった。デーレントルプ周辺の村では、教会聖具員室に学校が設けられた。18世紀になるまでには、ベーガ、ヒレントルプ、フムフェルトと同じように固有の校舎が建設された。
三十年戦争（1618年 - 1648年）では、リッペは外国の軍隊の行軍を経験した。プロテスタント側の将軍クリスティアン・フォン・ブラウンシュヴァイクとその敵であるティリー伯の軍勢である。リッペ伯は中立を明言したにもかかわらず、ジーモン・ルートヴィヒ伯は住民から軍勢を取り立てなければならなかった。彼は資金調達や軍の世話のため強制労働が課された。戦争の進行に伴って、戦闘部隊による住民への弾圧は次第にひどくなって行き、殺害、掠奪、放火が行われた。1648年の終戦後も軍税はそのまま残り、贅沢な宮廷費を賄うための一般税に変更された。

### 近代と工業化
1808年に侯妃パウリーネ (リッペ侯妃)は、農奴制の廃止を発表した。しかし農奴制時代と替わらず残された土地領主の税や兵役義務のために、関係者の生活状況の改善はなされなかった。
デーレントルプ町内では経済発展は停滞し、何世紀もの間小さな農村群のままで、収入源は農業とわずかな手工業だけであった。こうした状況は、1896年にビーレフェルトからラーゲとレムゴーを経由してハーメルンに至る鉄道の開通によって変化した。

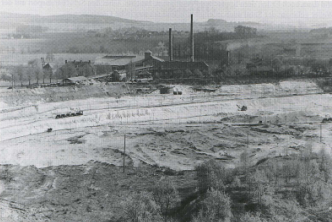
1955年以前の石英砂採掘の様子

19世紀の初めにデーレントルプ地域では、「フェルトブラントツィーゲライン」とよばれるレンガ工場が発達し、ここで黄土が採掘され、加工された。さらにフムフェルダー街道の北側で石英砂が発見され、採掘された。この砂は最初、板張りの床に撒くというプライベートな用途に用いられた。珪酸含度約 98.8 % の化学的に純粋な石英砂は、後にさらにガラス製造に工業的に使われるようになった。デーレントルプ地域の鉱脈はヨーロッパで最も高価値な石英砂鉱山の一つであった。この砂のもう一つのマイナーな用途が砂栽培である。砂の上の黄土は貯蔵され、後にフムフェルダー街道の南側に設けられたレンガ工場に利用された。
鉄道と連邦道 B66号線による良好な交通の接続を背景に、他の工業の発展もプラスに影響した。フムフェルトには多方面の家具工業が進出し、1950年から1975年までの間に最盛期を迎えた。この他に観光業も上向きになり、重要な経済ファクターの一つに発展した。しかし、デーレントルプの職場は、不足したままであった。約 2,800人が町外に通勤しているのに対して、町内に通勤してくる労働者は 471人であった。多くの通勤者はレムゴー、バルントルプ、デトモルトに職場を有している。

### 語源
町の比較的中央に位置するデーレントルプは、1969年に創設された新しい町の最大集落として、その名前として選ばれた。語源学上、この集落名は Dören と -trup から構成されている。語尾の -trup は「村」（標準ドイツ語では Dorf）を意味し、多くのリッペ地方の名前につけられており、デーレントルプ町内にも 3つの集落がこの語尾をもつ。最初の部分の Dören は、様々な解釈がなされている。Dören は「棘」（標準ドイツ語で Dorn）の意味という説がある。これに従えば、村の名前は「棘の村」または「棘の中の村」を意味することになる。これとは別に低地ドイツ語の Dören とする説もある。この言葉は「門」を意味している。オストヴェストファーレン＝リッペでは、Dören は特に「土地の境界」あるいは「山地を通る小径」を意味し、デーレントルプ近郊の山デーレンベルクはじめ、しばしば地名に用いられている。そうであれば、Dörentrup という地名は、アメールングスブルクとデーレンベルクとの間の川谷を通る山道から外れることなく現れるこの集落の位置を表現していることになる。
最新の研究では、Dornen の意味に人名を考慮すべきだと指摘されており、デーリング (Döring) という家門名やテューリンゲン族との関連が検討されている。

### 町村合併
1969年1月1日の「レムゴー郡の新設に関する法律」（レムゴー法）によって、ベーガ、ヒレントルプ、フムフェルト、シュヴェーレントルプ、ヴェンディングハウゼンは、新たな自治体デーレントルプとして統合された。ベーガとフムフェルトの一部はバルントルプに移管された。
1973年1月1日以降、この町は新たに創設されたリッペ郡に属している。この郡はビーレフェルト法に基づきかつてのレムゴー郡とデトモルト郡から創設された。

## 住民

### 宗教

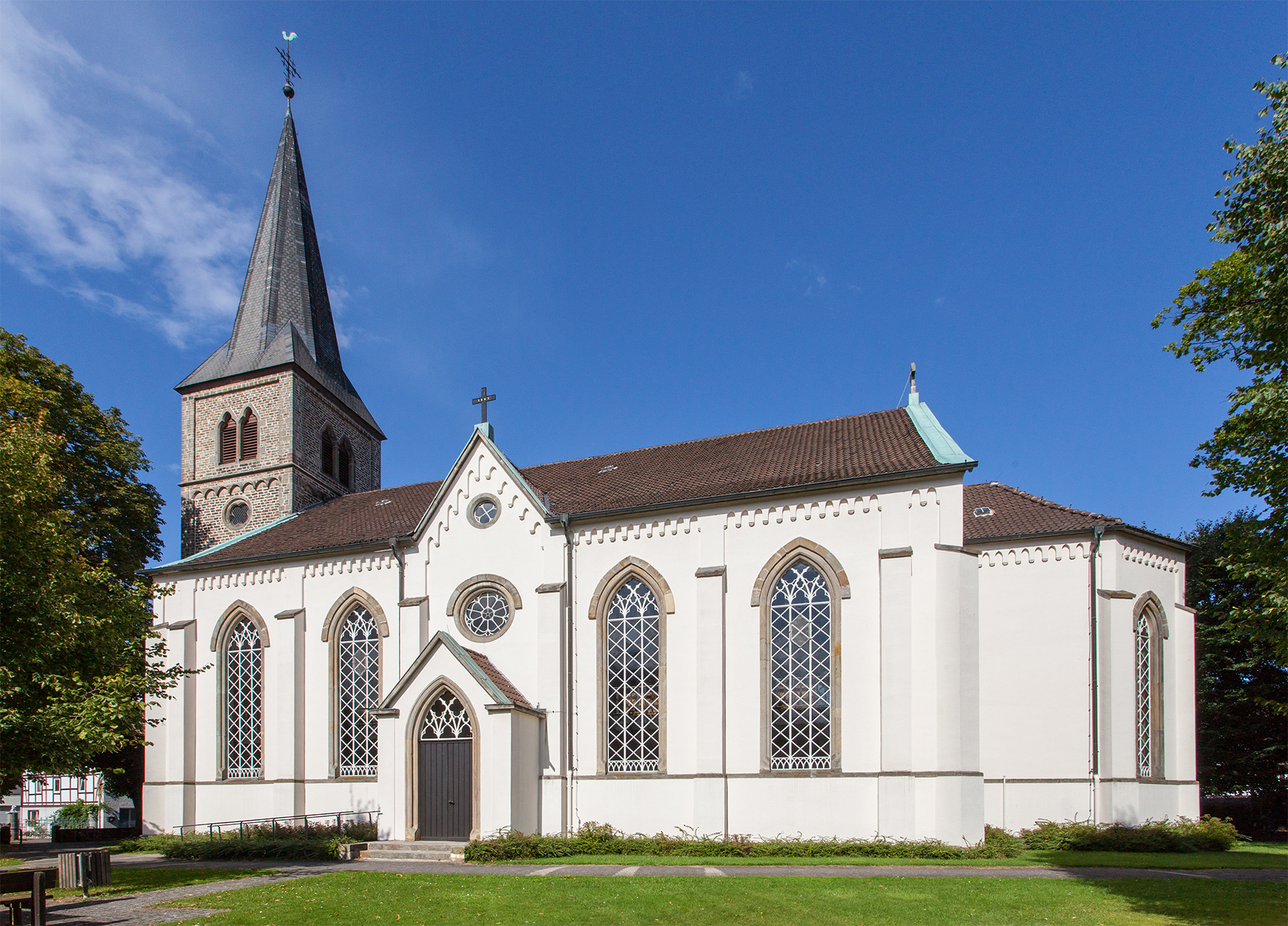
ベーガの福音主義改革派教会

デーレントルプの住民の多くは福音主義改革派教会の信者である。1517年のマルティン・ルターの95ヶ条の論題から10年後にはすでにリッペでは新しい教義が流布していた。1538年にカペルで行われたリッペ伯の領邦会議でヘッセン方伯領をモデルとしたルター派の教会令が受け容れられた。ジーモン6世伯は、1605年、公式に福音主義改革派に転向し、これに伴って「クーユス・レギオー、エイウス・レリギオー」（Cuius regio, ある土地の信仰は、その地の支配者の信仰によって決まる）の原則に従いリッペ伯領のルター派から改革派への改宗が行われた。デーレントルプには、ベーガ、ヒレントルプ、シュポルク＝ヴェントリングハウゼンの3つの福音主義改革派教会がある。これらの福音主義改革派教会は、リッペ地方教会のクラス・ベージングフェルトに属している。
カトリックの信仰は、2003年に取り壊されたコストバーレ・ブルート・クリスティ教会（「キリストの聖血」教会）での神事を支えていた。この教会は、パーダーボルン大司教区ビーレフェルト＝リッペ首席司祭区レムゴー＝ノルトリッペ司牧連合に属すレムゴーの聖霊教会の支教会であった。
現在の宗教分布を知る手がかりの一つが、バルントルプの学生に対する所属宗教団体の調査である。これによれば、2006/2007の学年で、79 % が福音主義、5.4 % がカトリック、0.5 % がイスラム教に所属した。3.3 % がその他の宗教団体に所属し、無宗教は 11.3 % であった。

### 人口推移
以下の表にデーレントルプの町の人口推移を示す。1975年以降の数値は、ノルトライン=ヴェストファーレン州情報技術局の公的な調査値である。1975年から1985年までの値は 1987年の国勢調査結果であり、1990年以降の値は1987の国勢調査結果に基づく算定値である。
| 年                | 人口（人） |
| ----------------- | ---------- |
| 1975 （12月31日） | 8,266      |
| 1980 （12月31日） | 8,116      |
| 1985 （12月31日） | 7,938      |
| 1987 （5月25日）  | 7,799      |
| 1990 （12月31日） | 8,226      |

| 年                | 人口（人） |
| ----------------- | ---------- |
| 1995 （12月31日） | 8,587      |
| 2000 （12月31日） | 8,804      |
| 2005 （12月31日） | 8,610      |
| 2009 （12月31日） | 8,304      |
| 2012 （12月31日） | 8,084      |

外国人比率は 2.48 % で、連邦全体での平均を大きく下回っている。
バーテルスマン研究所の人口予想によれば、デーレントルプの人口は 2006年から2025年までに約 4.5 % 減少する。
ILEKプログラムの枠組みで行われた調査は、ノルトリッペ（北リッペ）地方の人口密度は 157人/km2（2007年2月20日現在）だが、東部の山地ではかなり少ないことを示している。この数値は、ノルトライン=ヴェストファーレン州全体の人口密度 530人/km2 に比べてかなり小さい。

## 行政

### 首長
フリゾ・ヴェルディンク (CDU) は2020年9月27日の町長選挙決選投票で 54.26 % の支持票を獲得してデーレントルプの町長に選出された

### 町議会
デーレントルプの町議会は 26議席からなる。さらに、投票権が制限された議長として町長がこれに加わる。

### その他の選挙区
デーレントルプは、バルントルプ、ブロムベルク、エクスタータール、カレタール、レムゴー、リュクデといったリッペ郡の市町村とともに、州議会議員選挙のリッペ II区に属している。
2009年の連邦議会選挙では、リッペ I区に属した。

### 紋章
図柄
青地に金色（黄色）の斜め帯（向かって右上から左下）。斜め帯の中に5つの棘を持つ緑の枝が描かれている。
解説
:棘のある枝は町の創設後紋章に配置された。町名の一部 Dören が棘 (Dornen) で表現されている。5つの棘は、デーレントルプの町の地区数を示している。この紋章は、1973年4月30日に認可された。町の旗にも用いられている青と黄色の紋章の色は、任意に選ばれたものらしい。

### 姉妹自治体
バイエリッシュ・アイゼンシュタイン（ドイツ、バイエルン州）1986年
シュヴェーレントルプ音楽愛好会e.V. は、かつて存在した観光業者ニーボイマーの企画で、バイエリッシュ・アイゼンシュタインの聖歌隊とともにコンサートを開催した。これが最初の契機となり、姉妹自治体へと発展した。両町は、音楽家を中心に相互訪問を行っている。

## 文化と見所

### 音楽と演劇
ヴェントリングハウゼン城およびその城館公園で、定期的にコンサートや音楽コンクールが開催されている。
ブラスカペレ・フムフェルトは約 35人のメンバーを擁している。シュヴェーレントルプ音楽愛好会管弦楽団は、45人以上の音楽家で構成されている。ヒレントルプ＝シュポルク金管アンサンブルは25人の会員からなる。
最寄りの劇場はデトモルト州立劇場である。

### 建築

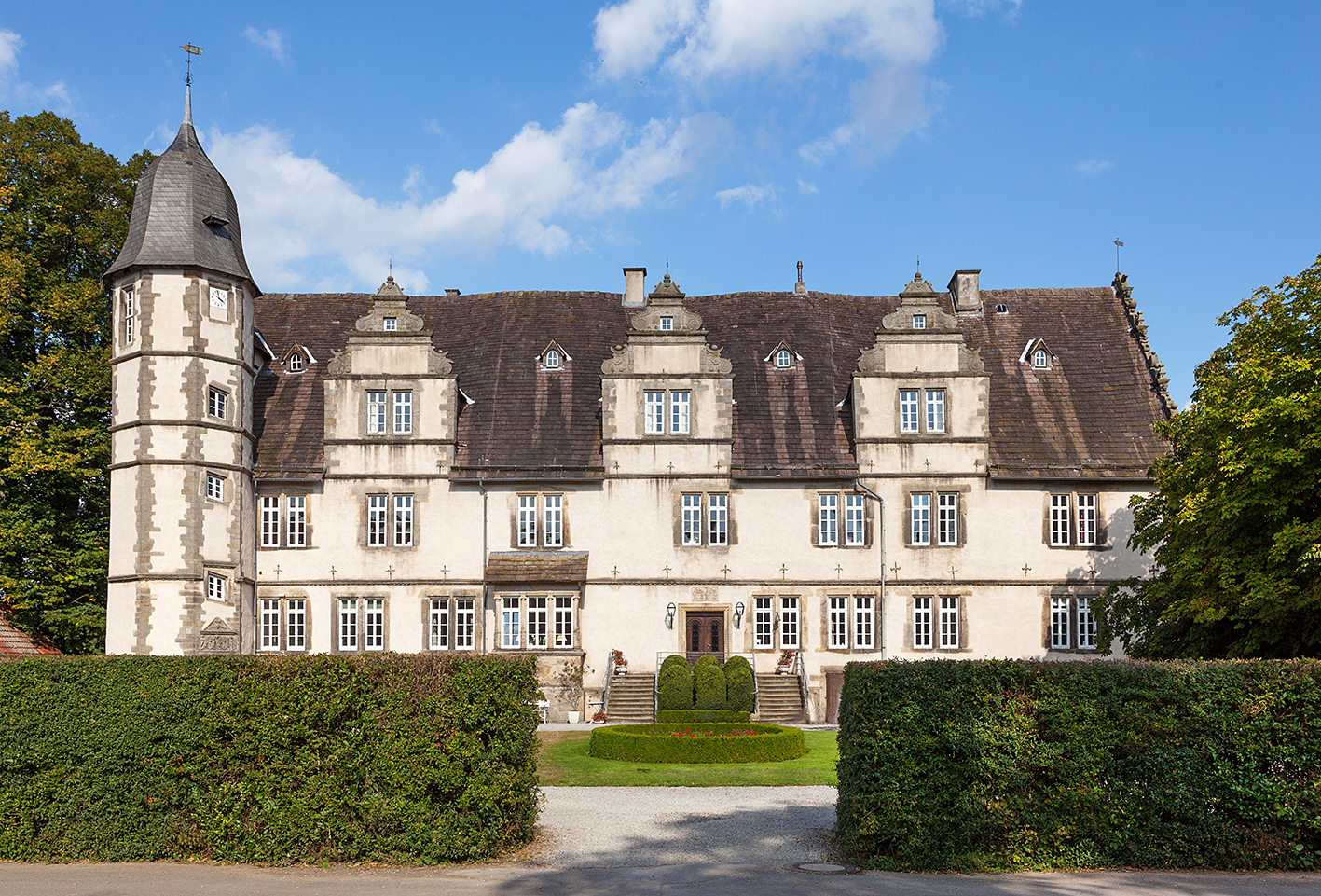
ヴェントリングハウゼン城

ヴェントリングハウゼン城は、同名の地区にある。ヒルマー・フォン・ミュンヒハウゼンは、1613年から1616年に、おそらくエーバーハルト・ヴィルケニングに後期ルネサンス様式の城館を建てさせた。この城館は 3階建ての長方形の建物である。正面の左翼側は階段室で終わっており、このため、第2の翼廊増築が計画されていたことが分かる。
9 - 11世紀に創建されたアルト＝シュテルンベルク城（古シュテルンベルク城）は城壁跡と土塁だけが遺されており、シュヴェーレントルプ地区にある。ここから1.5 km 北西の隣町エクスタータール町内にシュテルンベルク城がある。ミューリングスベルクの鞍部にある古シュテルンベルク城は、一時期新しい城と並行して用いられていた。この城は、13世紀にシュヴァーレンベルク伯家の傍系から独立した中世初期のシュテルンベルク伯の揺籃の地である。
ピーペンコプフには、ラ・テーヌ時代の避難城砦の遺構がある。隣のアーメルングスブルク山には、おそらくこれに付随する監視所が設けられていた。

### 公園
クールパルク・シュヴェーレントルプは、広さ約 4 ha のクールパルク（保養地の遊歩道がある公園）である。この公園は1951年に保養地シュヴェーレントルプのために小川の谷に設けられた。この公園には、開放された緑地、小さな林、小川沿いに多くの池がある。クールパルク内には、コンサートパビリオンや水浴場がある。
ランツシャフツパルク・ヒレントルプ（景観庭園）は、旧粘土採掘場の敷地に1970年代に、保養公園として建設された。特徴的なのは、水が満たされた採掘孔沿いの立地である。これらは小川が流れる自然に近い静水面として整備されている。また林や湿地草地を内包している。
ヴェントリングハウゼン城館庭園は、ヴェントリングハウゼン城に付随する歴史的な風景庭園である。広さ約 2 ha のこの庭園の起源は、多くの池の周りにオークの植樹がなされた18世紀にまで遡る。19世紀には城館の近くに一族が埋葬されていた。植物学に興味を持った城主エルンスト・フォン・レーデンは、この場所に庭園を建設した。プロイセンの造園家パウル・レッシヒは1918年から城主の指示に従って庭園を造成し、拡張した。このときに小径も設けられた。見事に植樹された庭園は、歴史的な状態を良く保存している。ほぼ2世紀の樹齢を持つユリノキ、サワグルミ、日本のコブシ、多くのベイスギといったエキゾチックな立木や多くの Sapindusfichten は特に重要である。この庭園では、定期的に彫刻展示がなされている。

### 自然保護区
デーレントルプは、トイトブルクの森 / エッゲ山地自然公園内に位置している。ベーガ川の 25 km の流路沿いに位置する4つの市町村にまたがって、合計 500 ha の広さを持つベーガタール自然保護区が広がっている。保護されているのは、湿地領域やそれに付随する林の多種に及ぶ動植物相である。特に珍しい動物種には、カワガラス、カワセミ、クマゲラ、さらにはカジカやヨーロッパスナヤツメを含む 17の異なる種の魚がある。この地域は、ビオトープ保護および生物種保護にとって国際的に重要な地域として扱われており、動植物生息地域としてヨーロッパの保護地域ネットワーク Natura 2000 に登録されている。
シュタインベルクの山頂は、1983年から1992年まで NATO のロケット・レーダー基地として使用されていた。この施設が廃止された後、この地域は自然保護区となった。この自然保護区は古シュタインベルク城趾を含み、63 ha の広さを持つ。その大部分が森林で占められている。ロケット基地の封鎖されていた地域は、1998年以降 NABU の主導下で封印を解かれ、ほとんどの建物が解体され、小さな水域が造られた。越冬するコウモリの避難所として 1棟の建物が残された。自然保護区の一部、約 10 ha は、旧ロケット基地に再び生息するようになったフクロウ、両生類、珍しい Coronella austriaca、パイオニア植物の生息地域となっている。

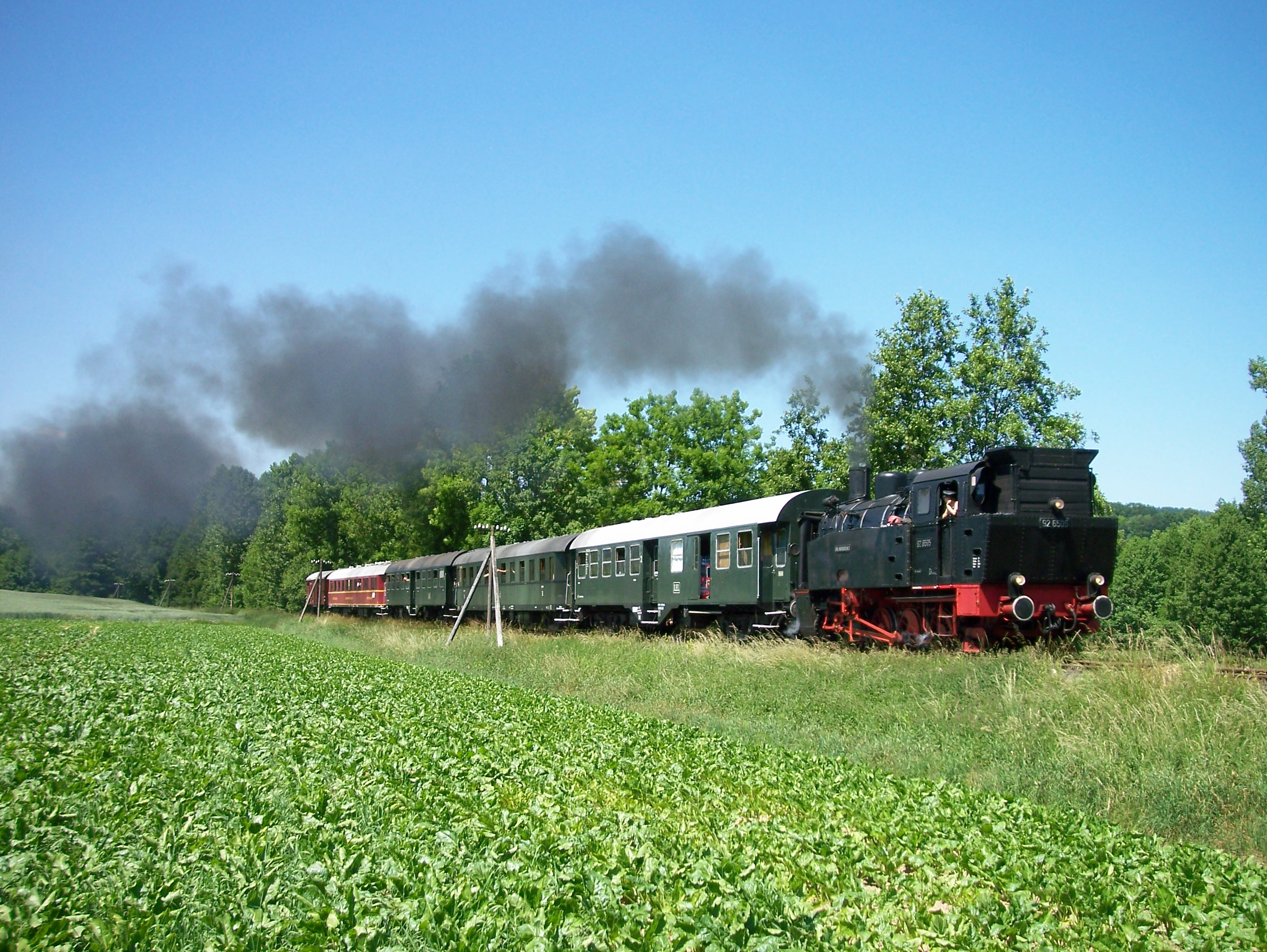
ファームベック付近を走行する保存鉄道

### 保存鉄道
デーレントルプ町内を通るベーガタール鉄道では、夏季になると保存鉄道の運行がなされている。

### スポーツ
デーレントルプ町内の各地区には、合わせて 5つの一般スポーツクラブがある: TSV ヒレントルプ、ベルクシュターディオン・シュヴェーレントルプを運営するRSV シュヴェーレントルプ、TUS フムフェルト、TUS ベーガ 09、TUS シュポルク＝ヴェントリングハウゼンである。
サッカークラブのFC シュヴェーレントルプ＝シュポルク＝ヴェントリングハウゼンやユーゲント・シュピール・ゲマインシャフト・デーレントルプの他に、シュヴェーレントルプには射撃競技クラブのKKSV シュヴェーレントルプ、ベーガタールにはケーゲルのクラブ、デーレントルプにはスポーツフィッシング・クラブ、テニス・クラブ、空手クラブ、乗馬クラブがある。
すべてのスポーツクラブは、デーレントルプ・スポーツ協会に属している。
デーレントルプの屋外プールは、飛び込み台のある競泳プールとウォータースライダーのあるレジャープールを持つ。この他に一部木立で覆われた日光浴および休息用の芝生広場もある。
2010年にシュタインベルク周辺で、全長 8 km のスキー長距離競技大会が初めて開催された。

### 年中行事
プフィングスト＝シュロスフェスト（直訳すると「聖霊降臨祭の城館祭」）は、毎年聖霊降臨祭に開催される。毎年第3アドヴェントに、もう一つの城館祭が開催されている。
デーレントルプ町は、11月の最終週末に、屋外プールの敷地でクリスマスマーケットを開催している。

## 経済と社会資本

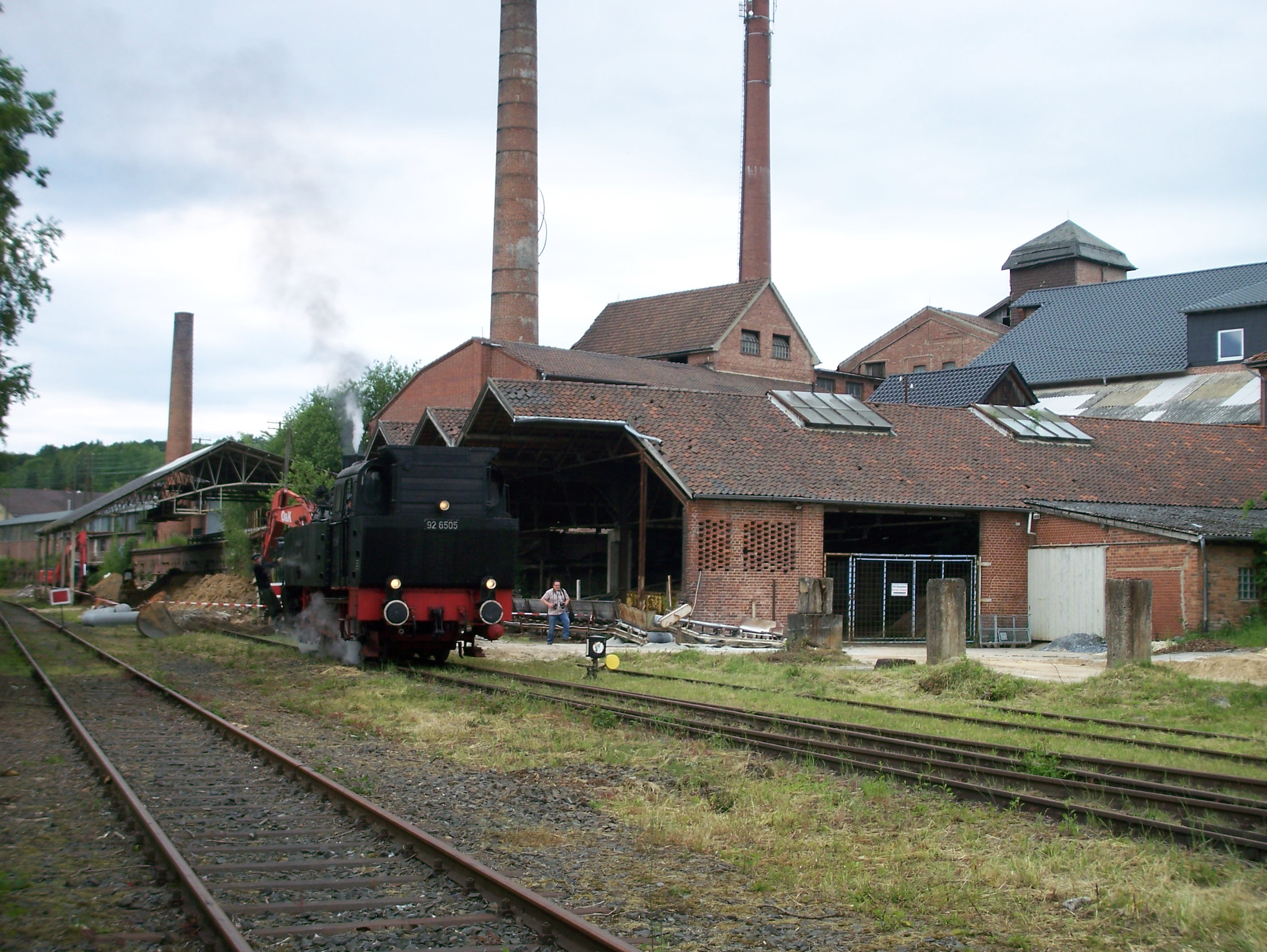
ザント・ウント・トーンヴェルケ・デーレントルプ

1897年、リッピシェ・トーンヴァーレンファブリーク（Lithoと略称される。直訳すると「リッペ製陶工場」）が設立された。これはレンガ、瓦、導水管を製造する会社であった。その4年後、デーレントルパー・ザント・ウント・トーンヴェルケ（直訳すると「デーレントルプ砂および粘土会社」）が設立された。ベーガ川の両岸で粘土採掘場が開発され、採掘された原料は索道によって加工所へ運ばれた。デーレントルプ近郊のベーガタールの住民の生活環境は、レンガ工場や製陶工場が進出することで改善されていった。1930年代には、周辺の集落からここに約 500人が働きに来ていた。これにより、たとえば、ヒレントルプの人口は、1880年の約 890人から1910年には約1,350人にまで増加した。さらに1930年に、レムゴー市内マイボルテに粘板岩の採掘場が設けられ、ここからレンガ工場まで軽便鉄道で原料が運搬された。
Litho 社は、創業初期に何度ものオーナー変更や経営陣交替を切り抜けた。初期の労働条件は過酷で、当時リッペ地方から大量の出稼ぎレンガ職人が輩出されていたにもかかわらずボヘミア地方から労働者を募集したほどであった。1936年、この会社のユダヤ人オーナーは、企業のアーリア化のために売却を強要された。アドルフ・ヴェッダーヴィレの支配下にあったリッペの行政府も Litho 社を手に入れようと画策した。実際に近隣のデーレントルパー・ザント・ウント・トーンヴェルケでは分け前にあずかった。州政府は最終的にはこの紛争に敗れた。戦時中、Litho 社では、34人のウクライナ人が強制労働に従事させられた。ザント・ウント・トーンヴェルケも Litho 社もそれまでは下請け企業であったが、戦時中は軍需企業とみなされていた。ベーガの駅は、1945年に低空飛行する飛行機から攻撃を受けた。Litho 社のユダヤ人オーナーへの返還は1952年に実現した。
1970年代初め、石英砂や粘土の産出が枯渇した。このため、Litho は1972年に生産を中止し、ザント・ウント・トーンヴェルケは原料を別の場所から調達するようになった。粘土や石英砂の採掘はこの町の風景に深い痕跡を残している。ある粘土採掘孔は自然な状況に造り替えられ、景観庭園の中心となる水面を形成している。
観光業はこの町の重要な経済分野の一つである。この町には 2つの保養地がある: シュヴェーレントルプは州認可の保養地であり、ヒレントルプも保養地となっている。しかし、年間延べ宿泊数は1995年から2005年までの間で 46,030泊から 22,558泊と約 50.9 % 減少している。その後この数値は安定している。2009年には延べ約 25,000泊、6,500人の来客があった。
経済構造では、サービス業が最大業種で、全雇用者の 55.8 % を占める。加工業と建設業が合わせて、全雇用者の約 24 % である。農林水産業はそれでも 4.1 % を占めている。州平均はわずか 0.9 % である。鉱物や土壌の採掘業には、社会保険支払い義務のある労働者はいない。
デーレントルプは、近隣のバルントルプ、エクスタータール、カレタールとともにノルトリッペ振興地域に属している。これは田舎の地方における人口統計学的・経済的構造改革の特別策である。構造改革は LEADER や ILEK の振興プログラムに沿ってなされている。その目的は、小さな町村が互いにネットワークを結び、統合された地方型の発展コンセプトを開発して、「ノルトリッペ（北リッペ）」の名の下で登場する場を形成することである。
2004年現在、デーレントルプには 2,873人の就労者がいたが、これに対して職場は 997人分であった。つまり、デーレントルプには町外への通勤者が極めて多いことが分かる。デーレントルプからの通勤者の通勤先は近隣都市のレムゴーやバート・ザルツウフレン、上級中心都市のビーレフェルトやパーダーボルン、あるいはハーメルン / バート・ピルモント地区である。

### 企業
起源を1873年にまで遡ることができるデーレントルパー・ザント・ウント・トーンヴェルケから CB ホールディングスが設立された。この会社は、デーレントルプ・クォーツ、デーレントルプ・フォイアーフェスト・プロダクト、デーレントルプ・セラミックの母体会社である。A. & H. マイヤーは、デーレントルプ＝フムフェルトとマレーシアに 100人以上の従業員を擁する照明とオフィス電化製品の会社である。
フムフェルト地区のクリーナウェイ・デーレントルプは、ズーロのゴミ分別部門の子会社である。同じくフムフェルトでは、キューファ・ボンボンファブリークが生産を行っている。

### 交通

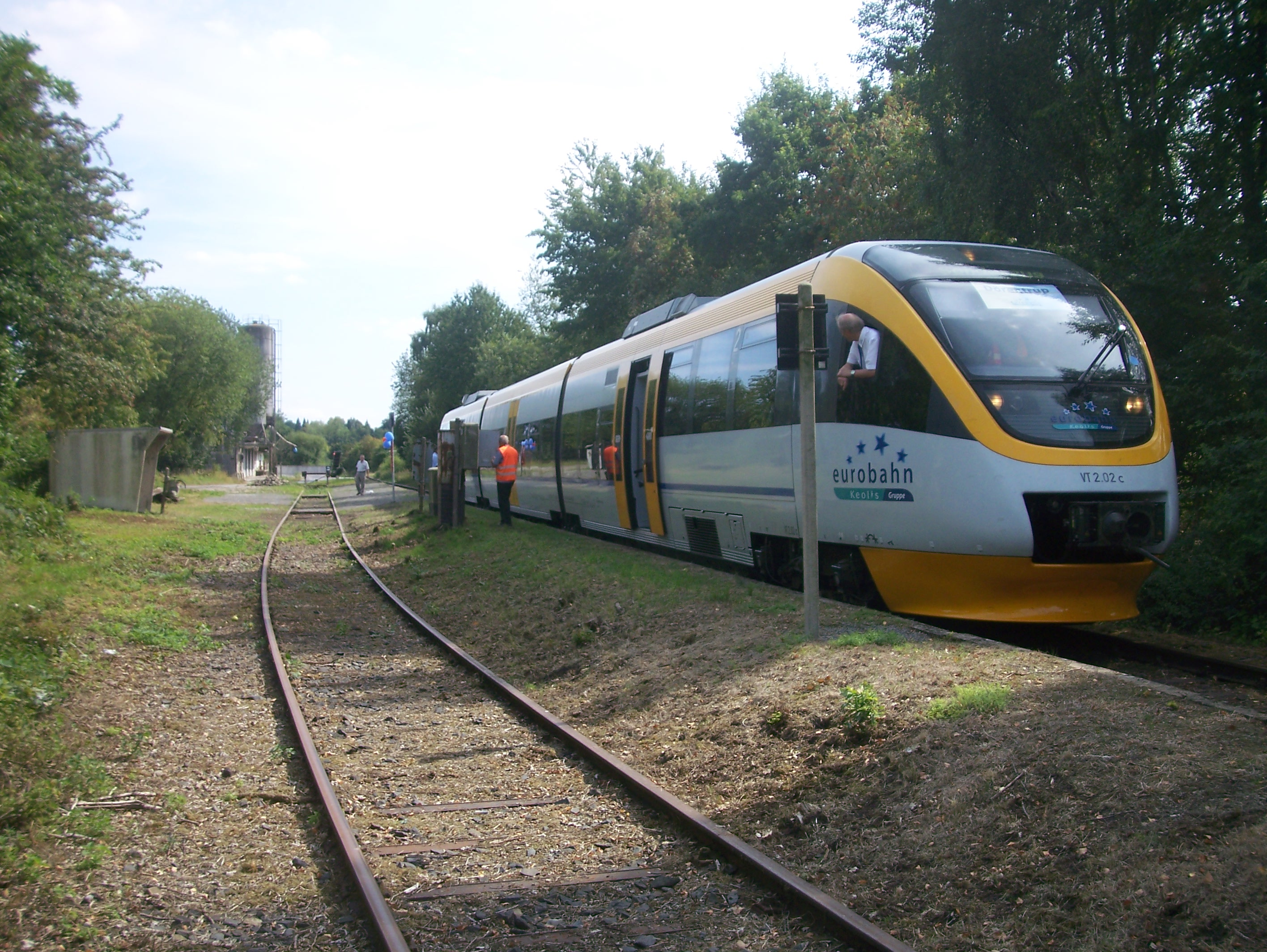
ベーガ駅のオイロバーン

1896年11月2日、レムゴーからハーメルンへの鉄道が開通し、デーレントルプ、ファームベック、ベーガに駅が設けられた。この路線は後にビーレフェルトまで延長された。現在この路線はベーガタール鉄道と呼ばれておりデーレントルプ駅には夏季に4週間周期でランデスアイゼンバーン・リッペ e.V. の保存鉄道が到着する。ベーガやファームベック（フムフェルト近郊）の駅も同様である。
この町は全国的な主要鉄道網から離れている。最寄りのICあるいはICEの停車駅はビーレフェルトとハノーファーにある。最寄りの近郊鉄道の駅は、ハノーファー Sバーン S5号パーダーボルン – ハーメルン – ハノーファー空港線のバート・ピルモント駅、ビーレフェルトへ行くベーガタール鉄道のレムゴー駅、ヘルフォルト – アルテンベーケン線のデトモルト駅である。この町は、「デア・ゼクサー」運賃同盟（OWL交通 GmbH）に属している。
この町は、デーレントルプの東に位置するバルントルプと西に位置するビーレフェルトとを結ぶ連邦道 B66号線によって道路網に結ばれている。この道路はアウトバーン A2号線のNo.27ビーレフェルト東インターチェンジに接続している。
デーレントルプでは、平日は、地域バス 700系統レムゴー – バルントルプ – バート・ピルモント線、802系統レムゴー – ベージングフェルト線、920系統バルントルプ – デーレントルプ線、921系統レムゴー – バルントルプ線が運行している。夕方や土日には、近代的小型バスが800系統および900系統の路線をレムゴーに向かって運行している。
最寄りの旅客空港は、パーダーボルン/リップシュタット空港で、約 70 km 離れている。

### メディア
リッペ郡全域をカバーする唯一のローカル紙がリッピシェ・ランデス＝ツァイトゥングである。リッピシェ・ラントシャウは2003年末に廃刊となった。ラジオ・リッペは、リッペ郡のローカルな話題を発信している。西ドイツ放送-スタジオ・ビーレフェルトは、オストヴェストファーレン＝リッペ地方向けのラジオ、テレビ番組を制作している。

### 公共機関
デーレントルプの行政機関は、ヒレントルプ地区にある。町は、この地区で屋外プールを運営している。
デーレントルプ消防団は、フムフェルト消防隊、ベーガ消防グループおよびヴェントリングハウゼン消防グループを形成している。ヒレントルプ/シュヴェーレントルプの別の消防グループは、定められた出動までの時間を遵守できるよう強化がなされているところである。1968年以降、次世代の育成奨励のための青年消防団が存在している。
デーレントルプでは一般医や専門医による基礎医療が提供されている。最寄りの病院は、レムゴーやエクスタータールにある。

### 教育
この町には、フムフェルトに東部基礎課程学校、ヒレントルプに西部基礎課程学校があり、さらにリッペ郡の情動的、および社会的発達のための養護学校であるレーゲンボーゲンシューレ・ベーガ（直訳すると「虹の学校ベーガ」）がある。2012年10月15日年現在、これらの学校には合わせて 42人の教員と381人の児童・生徒がいる。児童・生徒の 72 % が基礎課程学校、28 % が養護学校に在籍している。
デーレントルプはバルントルプ市と共同でバルントルプ＝デーレントルプ学校同盟の本課程学校を運営している。バルントルプにはさらにデーレントルプの学生が通うギムナジウムがある。最寄りの実科学校は、エクスタータールとレムゴーにある。
町内には、ベーガ、ヒレントルプ、フムフェルト、ヴェントリングハウゼンに幼稚園が 4園ある。ヴェントリングハウゼンの幼稚園は町が運営しており、残りの 3園は福音主義改革派教会が運営している。
レムゴー市民大学は、デーレントルプの町役場で分校を運営しており、様々な課目の成人教育コースが数多く開講されている。

### シュトラーセンベロイヒトゥング
ヒレントルプ地区とシュヴェーレントルプ地区との間に、ショートメッセージサービスによって街灯を点灯するテスト区間が設けられている。このプロジェクトは世界中から注目を集めている。そうこうするうちに、デーレントルプの小径には1000基以上の街灯が取り付けられた。

## 人物

### 出身者
- ラインハルト・リブダ（ドイツ語版、英語版）（1943年 - 1996年）サッカー選手。ヴェントリングハウゼン出身だが、比較的早い時期にゲルゼンキルヒェンに引っ越した。17歳で FC シャルケ 04 とプロ契約し、19歳でサッカードイツ代表デビューした。右ウィングのプレーヤーで、特にドリブル力に定評があった。

## 引用
1. ↑  Bevölkerung der Gemeinden Nordrhein-Westfalens am 31. Dezember 2023 – Fortschreibung des Bevölkerungsstandes auf Basis des Zensus vom 9. Mai 2011
2. ↑  Plattdeutsche Ortsnamen plattdeutsch-niederdeutsch.net
3. ↑  Geowissenschaftliche Gemeindebeschreibungen NRW: Dörentrup（2014年6月7日 閲覧）
4. ↑  Erdwärme nutzen: Geothermiestudie liefert Planungsgrundlage Archived 2005年9月14日, at the Wayback Machine. - Geologischer Dienst NRW（2014年6月7日 閲覧）
5. 1 2 3 4  ノルトライン＝ヴェストファーレン州情報技術局: Kommunalprofil Dörentrup
6. 1 2  Information und Technik NRW
7. ↑  Detmold: Klima-Karten / Jahresmitteltemperatur in °C（2014年6月7日 閲覧）
8. 1 2  Kinder-Lippe: Niederschlagsverteilung（2014年6月7日 閲覧）
9. ↑  Mittelwerte 30-jähriger Perioden（2014年6月7日 閲覧）
10. ↑  Friedrich Hohenschwert: Ur- und Frühgeschichtliche Befestigungen in Lippe. Herausgegeben von der Altertumskommission für Westfalen, Münster 1978
11. 1 2 3 4 5 6  Wilhelm Rinne: Landeskunde Nordrhein-Westfalen, Band: Lippe. Ferdinand Schöningh, Paderborn 1993, ISBN 3-506-76111-0, pp. 265–269.
12. ↑  Erich Knittel: Heimatchronik des Kreises Lippe. Archiv für deutsche Heimatpflege GmbH, Köln 1978, pp. 54–64.
13. ↑  Roland Linde: Ländliche Wirtshäuser in Westfalen（2014年6月7日 閲覧）
14. ↑  Erich Knittel: Heimatchronik des Kreises Lippe. Archiv für deutsche Heimatpflege GmbH, Köln 1978, pp. 117–122.
15. ↑  Erich Knittel: Heimatchronik des Kreises Lippe. Archiv für deutsche Heimatpflege GmbH, Köln 1978, pp. 128–131.
16. ↑  Gemeinde Dörentrup: Willkommen in Dörentrup（2014年6月8日 閲覧）
17. ↑  Woher kommt der Name Dörrenberg?（2014年6月8日 閲覧）
18. ↑  Birgit Meineke: Die Ortsnamen des Kreises Lippe (Westfälisches Ortsnamenbuch, Bd. 2), Bielefeld 2010, ISBN 978-3-89534-842-6, pp. 134 - .
19. ↑  Martin Bünermann: Die Gemeinden des ersten Neugliederungsprogramms in Nordrhein-Westfalen. Deutscher Gemeindeverlag, Köln 1970, p. 66.
20. ↑  Martin Bünermann: Die Gemeinden des ersten Neugliederungsprogramms in Nordrhein-Westfalen. Deutscher Gemeindeverlag, Köln 1970.
21. ↑  Wilhelm Rinne: Landeskunde Nordrhein-Westfalen Band: Lippe, S. 57–63. Verlag Ferdinand Schöningh, Paderborn 1993. ISBN 3-506-76111-0.
22. ↑  Landesamt für Datenverarbeitung und Statistik: Schüler an allgemein bildenden Schulen in NRW nach der Religionszugehörigkeit
23. ↑  Landesdatenbank NRW: Bevölkerungsstand - Gemeinden - Stichtag: Dörentrup（2014年6月10日 閲覧）
24. ↑  Bertelsmann Stiftung（2014年6月10日 閲覧）
25. 1 2  Integriertes ländliches Entwicklungskonzept: ILEK Nordlippe（2014年6月10日 閲覧）
26. ↑  “Bürgermeisterstichwahl Gemeinde Dörentrup 27.09.2020”. 2022年10月29日閲覧。
27. ↑  Geltende Gesetze und Verordnungen (SGV. NRW.), §§40, 62, 69（2014年6月10日 閲覧）
28. ↑  ノルトライン＝ヴェストファーレン州選挙管理委員会: Kommunalwahlen - Kommunalwahlen am 30.08.2009 - Wahl der Räte der kreisangehörigen Gemeinden - Dörentrup（2014年6月10日 閲覧）
29. ↑  Willkommen in Dörentrup（2014年6月10日 閲覧）
30. ↑  Heraldry of the World: DÖRENTRUP（2014年6月10日 閲覧）
31. ↑  Peter Veddeler: Wappen, Siegel, Flaggen. Die kommunalen Hoheitszeichen des Landschaftsverbandes, der Kreise, Städte und Gemeinden in Westfalen-Lippe. Münster 2003, ISBN 3-87023-252-8, p. 115
32. ↑  Kulturatlas Westfalen（2014年6月12日 閲覧）
33. 1 2  Dörentrup: Vereine - Verbände（2014年6月12日 閲覧）
34. ↑  Friedrich Hohenschwert: Ur- und Frühgeschichtliche Befestigungen in Lippe. Herausgegeben von der Altertumskommission für Westfalen, Münster 1978
35. ↑  Landschaftsverband Westfalen-Lippe: Kurpark Schwelentrup（2014年6月12日 閲覧）
36. ↑  Landschaftsverband Westfalen-Lippe: Landschaftspark Hillentrup（2014年6月12日 閲覧）
37. ↑  Landschaftsverband Westfalen-Lippe: Schlosspark Wendlinghausen（2014年6月12日 閲覧）
38. ↑  BUND - Lemgo: Naturschutzgebiet Begatal（2014年6月12日 閲覧）
39. ↑  GIEK-Bericht als Antrag für die Förderregion Nordlippe, p. 31（2014年6月12日 閲覧）
40. ↑  Relikte.com: Der Nato-Luftverteidigungsgürtel in Niedersachsen（2014年6月12日 閲覧）
41. ↑  Urlaub im Dorf der Tiere
42. ↑  NABU Lippe（2014年6月12日 閲覧）
43. 1 2  Landeseisenbahn Lippe e.V.（2014年6月12日 閲覧）
44. ↑  Förderverein Freibad Dörentrup e.V.（2014年6月12日 閲覧）
45. ↑  Stefan Backe: Langläufer gehen auf die Loipe, Lippische Landes-Zeitung 2010年1月8日付け（2014年6月12日 閲覧）
46. ↑  Dörentrup: Pfingst Schlossfest（2014年6月12日 閲覧）
47. ↑  Dörentrup: Weihnachts-Schlossfest „SNOW + POLO“（2014年6月12日 閲覧）
48. ↑  Weihnachtsmarkt in Dörentrup（2014年6月12日 閲覧）
49. 1 2 3  Andreas Ruppert, Rezension von Uta Halle: Das Judenwerk. Zur Geschichte der Lippischen Thonwarenfabrik in Dörentrup. Detmold 2005 (Panu Derech, Bd. 23), 134 S., zahlr. Abb., 10 Euro. In: Rosenland – Zeitschrift für Lippesche Geschichte, Nr. 1, 2005, pp. 29–31（2014年6月13日 閲覧）
50. ↑  Andreas Ruppert und Hansjörg Riechert: Herrschaft und Akzeptanz – Der Nationalsozialismus in Lippe während der Kriegsjahre. Analyse und Dokumentation. In: Nordrhein-Westfälisches Staatsarchiv Detmold (Hrsg.): Veröffentlichungen der Staatlichen Archive des Landes Nordrhein-Westfalen, Reihe C: Quellen und Forschungen. 41, Leske + Budrich, Opladen 1998/2008, ISBN 978-3-89918-020-6., p. 118.
51. ↑  Ruppert und Riechert 1998, p. 85.
52. ↑  GIEK-Bericht als Antrag für die Förderregion Nordlippe, p.28（2014年6月13日 閲覧）
53. ↑  Reinhold Sölter: Eine exklusive Wanderführung für das 100. Mitglied（2014年6月13日 閲覧）
54. ↑  Homepage von ILEK Nordlippe（2014年6月14日 閲覧）
55. ↑  CB Holding GmbH（2014年6月13日 閲覧）
56. ↑  Dörentrup: Kindertagesstätten（2014年6月14日 閲覧）
57. ↑  Volkshochschule Lemgo（2014年6月14日 閲覧）
58. ↑  Burkhard Strassmann: Bei Anruf Erleuchtung, Zeit Online, 2010年3月31日付け（2014年6月14日 閲覧）
59. ↑  Straßenbeleuchtung per Anruf, DStGB, 2009年9月28日付け（2014年6月14日 閲覧）
60. ↑  Die SMS-Laternen von Lemgo, Handelsblatt, 2007年1月31日付け（2014年6月14日 閲覧）